# مهر علیا
مست بالا روستایی در بخش قره چای شهرستان خنداب استان مرکزی ایران است.

## جمعیت
بر پایه سرشماری عمومی نفوس و مسکن در سال ۱۳۹۵ جمعیت این روستا ۱٬۲۹۳ نفر (۳۹۰خانوار) بوده‌است.